# Nix
|  | Per a altres significats, vegeu «Nix (satèl·lit)». |

Nix (en grec Νύξ, ‘nit’) era, en la mitologia grega, la dea primordial de la nit. També és anomenada Nicte, i en els textos romans que tracten aquest tema grec, el seu nom es tradueix com a Nox. El satèl·lit de Plutó, Nix, s'hi va anomenar en honor seu.

## Nyx segons Hesíode
En la Teogonia d'Hesíode, la Nit va néixer del Caos. La seva descendència és molta, i reveladora.
Amb el seu germà Èreb, la Nit va engendrar:
- Èter (‘pura lluentor’) i
- Hèmera (‘dia’).

Més tard, per si mateixa, la Nit va engendrar
- Momo (‘sarcasme’),
- Ponos (‘pena’),
- Moros (‘destinació’),
- Tànatos (‘mort’),
- Hipnos (‘somni’),
- Les hespèrides,
- Les keres i
- Les moires,
- Els onirs,
- Nèmesi (‘venjança’),
- Apate (‘engany’),
- Fílotes (‘tendresa’),
- Geras (‘vellesa’),
- Eris (‘discòrdia’) i
- Oizis (‘angoixa’).

En la seva descripció del Tàrtar, Hesíode afegeix que Hèmera, qui ara és germana de la Nit en comptes de la seva filla, abandonava el Tàrtar just quan Nix hi entrava; quan Hèmera hi tornava, Nyx en marxava. Això s'assembla el retrat de Ratri (‘nit’) en el Rig-Veda, on aquesta treballa en estreta col·laboració, però també en tensió amb la seva germana Usha (‘alba’).

## Nix segons Homer
En el Llibre 14 de la Ilíada d'Homer hi ha una interessant cita d'Hipnos, el déu menor del somni, en la qual recorda a Hera un antic favor després que aquesta li demani que faci dormir Zeus. Hipnos va fer dormir anteriorment a Zeus una vegada a instàncies de Hera, cosa que li va permetre causar grans infortunis a Hèracles (qui tornava per mar de la Troia de Laomedont). Zeus entrà en còlera i hauria llançat Hipnos al mar si aquest no hagués fugit espantat fins a Nix, la seva mare. Hipnos continua dient que Zeus, tement empipar Nix, va contenir la seva fúria i d'aquesta manera Hipnos en va poder escapar.